# Horslunde (plaats)
Horslunde is een dorp met 756 inwoners (2004) op het Deense eiland Lolland en ligt 10 kilometer ten noordoosten van Nakskov.
Het was het administratieve centrum van de voormalige gemeente Ravnsborg. Van 1895 tot 1915 had het dorp een station bij de treinmaatschappij Nakskov-Kragnæs Jernbane.